# Edinburgh Island
Edinburgh Island är en ö i Kanada.   Den ligger i territoriet Nunavut, i den centrala delen av landet, 3 200 km nordväst om huvudstaden Ottawa. Arean är 101 kvadratkilometer.
Terrängen på Edinburgh Island är platt. Öns högsta punkt är 201 meter över havet. Den sträcker sig 10,4 kilometer i nord-sydlig riktning, och 16,1 kilometer i öst-västlig riktning.